# 1787
1787 (MDCCLXXXVII) je bilo navadno leto, ki se je po gregorijanskem koledarju začelo na ponedeljek, po 11 dni počasnejšem julijanskem koledarju pa na petek.

## Rojstva
- 27. junij - Thomas Say, ameriški naravoslovec in zoolog († 1834)

## Smrti
- 13. februar - Ruđer Josip Bošković, hrvaški matematik, fizik, astronom, filozof (* 1711)
- 8. april - Mihalj Šilobod, hrvaški matematik (* 1724)

Neznan datum
- Šahin Geraj, kan Krimskega kanata  (*  1745)